# فوریا سابینیا ترانکوئیلینا
فوریا سابینیا ترانکوئیلینا (به لاتین: Furia Sabinia Tranquillina) یا سابینیا ترانکوئیلینا (زادهٔ پیرامون ۲۲۵ - درگذشتهٔ پس از ۲۴۴) امپراتریس روم و همسر امپراتور وقت گوردیان سوم بود.

## زندگینامه
سابینیا ترانکوئیلینا دختر کوچک تیمسیتئوس بود. تیمسیتئوس در سال ۲۴۱ میلادی به فرماندهی گارد پرتورینهای گوردیان سوم، امپراتور وقت روم رسید و در مه همان سال دخترش با گوردیان ازدواج کرد. ترانکوئیلینا به دنبال این ازدواج به امپراتریسی روم رسید و لقب افتخاری «آگوستا» را دریافت داشت. 
تیمسیتئوس ناگهان در ۲۴۳ درگذشت و فیلیپ عرب به عنوان فرماندهٔ جدید پرتورین‌ها جانشین او شد. گوردیان و ترانکوئیلینا هنوز فرزند پسری نداشتند و همین موضوع سبب شد تا پس از مرگ گوردیان سوم در فوریهٔ ۲۴۴، فیلیپ به عنوان امپراتور جدید روم بر تخت نشیند و همسرش مارچا اوتاچیلیا سویرا امپراتریس جدید آن سرزمین شود.
مرگ ترانکوئیلینیا را پس از سال ۲۴۴ دانسته‌اند و کریستین ستیپانی، تبارشناس و تاریخ‌نگار فرانسوی چنین احتمال می‌دهد که آن دو صاحب فرزند دختری شدند که پس از مرگ امپراتور جوان به دنیا آمد.